# Расім Сейдімов
Расім Сейдімов (нар. 1975, Шекі, АРСР, СРСР) — український художник-живописець азербайджанського походження, куратор низки арт-проєктів. Член Національної спілки художників України з 2008 року.

## Біографія
Народився у 1975 році в Азербайджані, у старовинному місті Шекі.
Живе і працює у Києві.

## Досягнення
- Персональна виставка, проєкт «Чому прийшов?» (галерея «Совіарт», Київ, 2008—2009 р.);
- Персональна виставка, проєкт «Реквієм по Ходжали» (галерея Фонду сприяння розвитку мистецтв, а також виставковий тур містами України — Харків, Дніпропетровськ, Донецьк, 2009 р.);
- Участь у колективній виставці українських художників молодого покоління «Ті, хто прийшов у 2000-х» (ЦСМ М17, Київ, 2010 р.);
- Персональна виставка, проєкт «РАСІМІР» Музей Сучасного Мистецтва України, Київ, 2010 р.);
- Персональна виставка, проєкт «Реквієм по Ходжали» (галерея АртХол, Фонду сприяння розвитку мистецтв, 2011 р.);
- Участь у виставці «Сучасні азербайджанські художники» у рамках Днів азербайджанського мистецтва (Музей сучасного мистецтва,2011 р.);
- Персональна виставка «Літнє» (галерея АртХол, Фонду сприяння розвитку мистецтв, 2012 р.);
- Участь у колективній виставці українських художників за підсумками кримського пленеру (Музей сучасного мистецтва, 2012).
- учасник та куратор міжнародного арт-проєкту «МАГМА», м. Київ, Музей Київська фортеця, 2013 р.
- учасник та куратор міжнародного арт-проєкту «Мій натюрморт», м. Київ, Музей Київська фортеця, 2014 р.
- учасник арт-проєкту «Вогонь Любові» Присвята Майдану (ЦСМ М17, 2014);
- Автор ідеї, учасник та спів куратор «Резиденти Добра», Art Kyiv Contemporary IX, Мистецький Арсенал, 2014 р.;
- Спільний проєкт «Мир. Дружба. Пізнання» Р.Сейдімова та М.Маркіна, Планетарій/Дніпро, Галерея Ф-Арт /Кривий Ріг, 2015 р.;
- Персональна виставка «Замість Десерту» (Музей Володимира Висоцького), Київ, 2015 р.
- Персональний проєкт «Крізь Себе» (Музей історії Києва), Київ, 2017 р.